# Lich

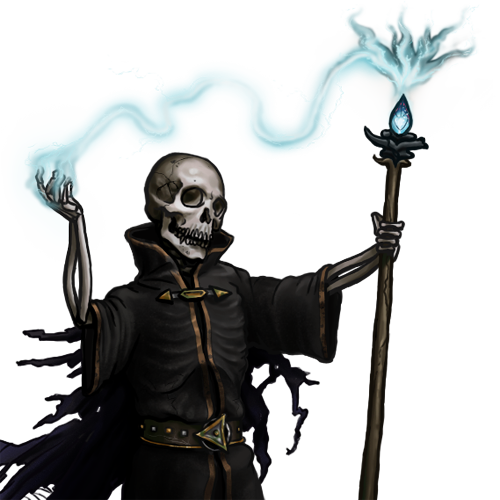
Podoba liche ze hry Bitva o Wesnoth

Lich (vyslovováno [lič]), je ve fantasy a horrorové literatuře, filmu a počítačových hrách (např. Bitva o Wesnoth, série Warcraft, Baldur's Gate, Heroes of Might and Magic aj.) forma nemrtvého.
V obvyklém pojetí je to bývalý mocný mág či nekromant, který se pomocí temných rituálů dobrovolně změnil na nemrtvého, aby dosáhl alespoň částečné nesmrtelnosti. Většinou jsou zobrazováni jako mrtvoly, u kterých pokračuje tělesný rozklad (někdy jsou to pouze kostry), ačkoliv intelektuální a magické schopnosti zůstávají na původní úrovni. Často jsou to proto mocní vůdcové velkých skupin nemrtvých.
Termín pochází z děl Clarka Ashtona Smitha a Roberta E. Howarda, kde byl ale používán ve významu jakéhokoliv nemrtvého (v té době totiž nešlo o specifický termín, ale prostě o archaismus ve významu mrtvola). Dnešní specifický význam se vytvořil až v druhé polovině 20. století, patrně v prostředí hry Dungeons & Dragons. Velký vliv na jeho rozšíření mělo pak užití ve známé sérii Warcraft.[zdroj?]
Inspirací pro Liche byl Kostěj Nesmrtelný z ruských bájí a pohádek.[zdroj?]